# Pentameris oreophila
Pentameris oreophila är en gräsart som beskrevs av N.P.Barker. Pentameris oreophila ingår i släktet Pentameris och familjen gräs. Inga underarter finns listade i Catalogue of Life.